# Matt Bonds
Pour les articles homonymes, voir Bonds.
Matt Bonds, né le 6 novembre 1995, est un joueur de basket-ball professionnel américain. Il joue au poste d'ailier fort pour l’équipe des Kawasaki Brave Thunders.

## Clubs successifs
- 2017 - 2018 :  Hørsholm 79ers (BasketLigaen)
- 2018 - 2019 :  SOMB (Nationale masculine 1)

## Palmarès

### Individuel
- Meilleur marqueur du Championnat du Danemark : 2018 (22,38 points par matchs)[1]